# ثبت زیستی
ثبت زیستی (به انگلیسی: Biological recording)، مطالعه علمی پراکندگی جانداران زنده است، ثبت‌های زیستی، هم در زمان و هم در مکان دربارهٔ حضور، فراوانی، همباشی و تغییرها برای حیات وحش توصیف می‌کند. سنت طولانی برای ثبت زیستی در انگلستان وجود داشته‌است که به جان ری – 1627-1705)، رابرت پلات (۱۶۴۰–۱۶۹۶) و هم‌دوره‌ای‌های آنها بازمی‌گردد.

## روش‌ها
پایهٔ یک ثبت زیستی، "چهار W" است:
- چه (چه‌چیزی): شناسایی جاندار ثبت شده‌است.
- کجا: محلی که جاندار در آن دیده شده‌است.
- چه زمانی: زمان و تاریخ ثبت جاندار.
- چه کسی: شخص یا افرادی که آن جاندار را دیدیه‌اند.

افزون بر این، انواع اطلاعات اضافی اغلب برای افزایش ارزش هر ثبت زیستی ضروری است، از جمله:
- چگونه: روش ثبت دیداری، به عنوان نمونه تله دام یا تله پروانه